# Atolinga
Atolinga är en ort i Mexiko.   Den ligger i kommunen Atolinga och delstaten Zacatecas, i den centrala delen av landet, 500 km nordväst om huvudstaden Mexico City. Atolinga ligger 2 158 meter över havet och antalet invånare är 2 692.
Terrängen runt Atolinga är kuperad söderut, men norrut är den platt. Runt Atolinga är det glesbefolkat, med 20 invånare per kvadratkilometer. Närmaste större samhälle är Tlaltenango de Sánchez Román, 17,7 km öster om Atolinga. I omgivningarna runt Atolinga växer huvudsakligen savannskog.